# Чупровка
Чупровка — деревня в Осинском районе Усть-Ордынского Бурятского округа Иркутской области России. Входит в состав муниципального образования «Русские Янгуты».

## История
По данным 1923 года в деревне Чупровская имелось 44 хозяйства и проживало 246 человек (125 мужчин и 121 женщина). Административно Чупровка входила в состав Янгутского сельского общества Осиновской волости Боханского аймака Бурят-Монгольской Автономной Советской Социалистической Республики.

## География
Деревня находится в южной части Иркутской области, к югу от реки Оса, на расстоянии примерно 13 километров (по прямой) к востоку-юго-востоку (ESE) от села Оса, административного центра района. Абсолютная высота — 469 метров над уровнем моря.

## Население
| 2002 | 2010 | 2011 | 2012 |
| ---- | ---- | ---- | ---- |
| 8    | ↘2   | →2   | →2   |

Согласно результатам переписи 2002 года, в национальной структуре населения русские составляли 100 %.

## Улицы
Уличная сеть деревни состоит из одной улицы (ул. Чупровская).